# Cử tạ tại Đại hội Thể thao Đông Nam Á 1993
Cử tạ tại Đại hội Thể thao Đông Nam Á năm 1993 diễn ra tại Tampines Sports Hall, Singapore từ 13 đến 16 tháng 6 năm 1993. Chương trình thi đấu bao gồm cả nội dung nam và nữ, được thi đấu theo thể thức Olympic với nhiều hạng cân từ 54 kg đến trên 108 kg.
Mỗi hạng cân gồm 3 bài: cử giật (snatch), cử đẩy (clean & jerk) và tổng cử (total). Vận động viên xuất sắc ở từng nội dung giành huy chương riêng, bên cạnh huy chương tổng kết hợp tích hai bài thi.
Indonesia và Thái Lan tiếp tục cạnh tranh với nhau tại bộ môn này và lần lượt xếp vị trí nhất, nhì với số huy chương vàng là 4 và 3.

## Bảng huy chương
| Hạng               | Đoàn               | Vàng | Bạc | Đồng | Tổng số |
| ------------------ | ------------------ | ---- | --- | ---- | ------- |
| 1                  | Indonesia (INA)    | 4    | 2   | 2    | 8       |
| 2                  | Thái Lan (THA)     | 3    | 2   | 3    | 8       |
| 3                  | Philippines (PHI)  | 1    | 4   | 2    | 7       |
| 4                  | Myanmar (MYA)      | 1    | 0   | 1    | 2       |
| 5                  | Singapore (SIN)    | 0    | 1   | 0    | 1       |
| Tổng số (5 đơn vị) | Tổng số (5 đơn vị) | 9    | 9   | 8    | 26      |

## Tóm tắt kết quả
| Hạng cân | Vàng                            | Vàng     | Bạc                               | Bạc      | Đồng                                | Đồng                  |
| -------- | ------------------------------- | -------- | --------------------------------- | -------- | ----------------------------------- | --------------------- |
| 54 kg    | Hari Setiawan · Indonesia       | 250 kg   | Teo Yong Joo · Singapore          | 222.5 kg | Sinchai Khatsri · Thái Lan          | 220 kg                |
| 59 kg    | Samuel Alegada · Philippines    | 260 kg   | Taufik · Indonesia                | 240 kg   | Samat Hansawong · Thái Lan          | 235 kg                |
| 64 kg    | Sodikin · Indonesia             | 285 kg   | Jose Arnel Salazar · Philippines  | 247.5 kg | Không trao huy chương               | Không trao huy chương |
| 70 kg    | Lukman · Indonesia              | 307.5 kg | Chaleampol Moonmongkol · Thái Lan | 285 kg   | Roberto Colonia · Philippines       | 255 kg                |
| 77 kg    | Aran Boonlue · Thái Lan         | 310 kg   | Nicolas Jaluag · Philippines      | 302.5 kg | Myint Naing Oo · Myanmar            | 302.5 kg              |
| 91 kg    | Kyaw Thet · Myanmar             |          | Theregiat Phuekasem · Thái Lan    |          | Ferry Ardiato · Indonesia           |                       |
| 99 kg    | Sunaryo · Indonesia             |          | Ramon Solis · Philippines         | 312.5 kg | Luis Bayanin · Philippines          | 295 kg                |
| 108 kg   | Somchai Boonlue · Thái Lan      |          | Mohamad Yasin · Indonesia         |          | Sirichai Choatissanawong · Thái Lan |                       |
| 108+ kg  | Sarayudt Pisarnvapee · Thái Lan |          | Jaime Sebastian · Philippines     | 297.5 kg | I Nyoman Ari · Indonesia            |                       |